# Thampoa innotata
Thampoa innotata är en insektsart som beskrevs av Huang och Zhang 2002. Thampoa innotata ingår i släktet Thampoa och familjen dvärgstritar. Inga underarter finns listade i Catalogue of Life.